# Premiership Rugby 2019-2020
Premiership Rugby 2019-20 fu il 33º campionato nazionale inglese di rugby a 15 di prima divisione.
Si tenne dal 18 ottobre 2019 al 24 ottobre 2020 tra 12 squadre, che si incontrarono nella stagione regolare a girone unico che designò le quattro contendenti ai play-off per il titolo finale.
Il torneo fu noto anche come Gallagher Premiership a seguito di accordo di naming stipulato ad aprile 2018 con la compagnia statunitense d'assicurazioni e gestione finanziaria Arthur J. Gallagher.
Inizialmente programmato per terminare il 20 giugno 2020 con la classica finale allo stadio di Twickenham, prevedeva anche un avvio ritardato per via della Coppa del Mondo 2019 in Giappone e una sosta in inverno, ma la pandemia di COVID-19 e le restrizioni imposte a marzo dal governo britannico portarono a una sospensione inizialmente di 5 settimane, e a seguire a tempo indeterminato fino alla ripartenza avvenuta il 15 agosto 2020 anche se a porte chiuse, stante i divieti di assembramento per impossibilità di garantire la sicurezza degli spettatori.
La gara decisiva vide di fronte Exeter e Wasps, e a imporsi fu la squadra del Devon con una vittoria per 19-13 che le valse il secondo titolo assoluto e il double stagionale dopo la conquista della Champions Cup.
Ultimo acuto della storia degli Wasps, di lì a tre anni destinati al fallimento societario e alla cancellazione dal campionato senza più ripresentarsi ai play-off.
Sale Sharks, sconfitta a tavolino 0-20 nell'ultima giornata per non aver potuto presentare la squadra a Worcester in quanto priva di 27 elementi – tra giocatori e staff – testati positivi in una settimana, perse la possibilità di contendere a Bath il quarto posto utile per i play-off.
La notizia che fece scalpore, tuttavia, fu quella della penalizzazione e conseguente retrocessione in RFU Championship del Saracens, campione inglese ed europeo in carica: il club fu scoperto responsabile di numerose e ripetute violazioni del tetto salariale ai propri giocatori, cosa che provocò le dimissioni dei vertici societari e la retrocessione a fine campionato.
In origine, le irregolarità riscontrate nei tre campionati precedenti avevano portato a una multa di 5360272,31 £ e a una penalizzazione di soli 35 punti; nel dettaglio, lo sforamento del salary cap fu di oltre 1,1 milioni di sterline nel 2016-17, 98000 nel 2017-18 e 906000 nel 2018-19.
La commissione disciplinare decise di aggiungere ulteriori 70 punti alla penalizzazione, portandola a 105 e rendendo quindi certa la retrocessione.
Il valore delle marcature, come stabilito da World Rugby nel 2017, è: 5 punti per ciascuna meta (7 se trasformata), 7 punti per la meta tecnica, 3 punti per la realizzazione di ciascun calcio piazzato, idem per il drop.

## Squadre partecipanti
| Club         | Sponsor                                       | Città       | Impianto interno           |
| ------------ | --------------------------------------------- | ----------- | -------------------------- |
| Bath         | Dyson (elettronica di consumo)                | Bath        | Recreation Ground          |
| Bristol      | Toogood International (trasporti)             | Bristol     | Ashton Gate Stadium        |
| Exeter       | sw comm (telecomunicazioni)                   | Exeter      | Sandy Park                 |
| Gloucester   | Mitsubishi Motors (industria automobilistica) | Gloucester  | Stadio di Kingsholm        |
| Harlequins   | DHL (logistica)                               | Londra      | The Stoop                  |
| Leicester    | Holland & Barrett (alimentari)                | Leicester   | Welford Road Stadium       |
| London Irish | Powerday (servizi ambientali)                 | Londra      | Madejski Stadium (Reading) |
| Northampton  | Travis Perkins (materiali da costruzione)     | Northampton | Franklin's Gardens         |
| Sale Sharks  | UKFast (servizi in cloud)                     | Sale        | Salford City Stadium       |
| Saracens     | Allianz (assicurazioni)                       | Londra      | Barnet Copthall            |
| Wasps        | Vodafone (telecomunicazioni)                  | Coventry    | City of Coventry Stadium   |
| Worcester    | Greene King IPA (birrificio)                  | Worcester   | Sixways Stadium            |

## Stagione regolare

### Risultati
|            | 1ª giornata                |       |
| ---------- | -------------------------- | ----- |
| 18-10-2019 | Bristol – Bath             | 43-16 |
| 19-10-2019 | Exeter – Harlequins        | 22-19 |
| 19-10-2019 | Sale Sharks – Gloucester   | 16-18 |
| 19-10-2019 | Saracens – Northampton     | 25-27 |
| 19-10-2019 | Worcester – Leicester      | 24-16 |
| 20-10-2019 | Wasps – London Irish       | 26-29 |
|            |                            |       |
|            | 4ª giornata                |       |
| 8-11-2019  | Sale Sharks – Wasps        | 28-18 |
| 9-11-2019  | Bath – Northampton         | 22-13 |
| 9-11-2019  | Gloucester – Saracens      | 12-21 |
| 9-11-2019  | Harlequins – Worcester     | 14-19 |
| 10-11-2019 | London Irish – Leicester   | 36-11 |
| 10-11-2019 | Exeter – Bristol           | 17-20 |
|            |                            |       |
|            | 7ª giornata                |       |
| 27-12-2019 | Bristol – Wasps            | 21-26 |
| 28-12-2019 | Northampton – Gloucester   | 33-26 |
| 28-12-2019 | Bath – Sale Sharks         | 16-14 |
| 28-12-2019 | Worcester – London Irish   | 20-6  |
| 28-12-2019 | Harlequins – Leicester     | 30-30 |
| 29-12-2019 | Exeter – Saracens          | 14-7  |
|            |                            |       |
|            | 10ª giornata               |       |
| 14-2-2020  | Gloucester – Exeter        | 15-26 |
| 15-2-2020  | Harlequins – London Irish  | 15-29 |
| 15-2-2020  | Leicester – Wasps          | 18-9  |
| 15-2-2020  | Saracens – Sale Sharks     | 36-22 |
| 15-2-2020  | Worcester – Bath           | 21-22 |
| 16-2-2020  | Northampton – Bristol      | 14-20 |
|            |                            |       |
|            | 13ª giornata               |       |
| 6-3-2020   | Worcester – Northampton    | 10-16 |
| 6-3-2020   | Sale Sharks – London Irish | 39-0  |
| 7-3-2020   | Saracens – Leicester       | 24-13 |
| 7-3-2020   | Exeter – Bath              | 57-20 |
| 7-3-2020   | Wasps – Gloucester         | 39-22 |
| 8-3-2020   | Bristol – Harlequins       | 28-15 |
|            |                            |       |
|            | 16ª giornata               |       |
| 25-8-2020  | Wasps – Sale Sharks        | 11-20 |
| 25-8-2020  | Bristol – Exeter           | 22-25 |
| 26-8-2020  | Leicester – London Irish   | 13-7  |
| 26-8-2020  | Saracens – Gloucester      | 36-20 |
| 26-8-2020  | Worcester – Harlequins     | 29-14 |
| 26-8-2020  | Northampton – Bath         | 3-18  |
|            |                            |       |
|            | 19ª giornata               |       |
| 8-9-2020   | Bristol – Northampton      | 47-10 |
| 9-9-2020   | Exeter – Gloucester        | 35-22 |
| 9-9-2020   | Wasps – Leicester          | 54-7  |
| 9-9-2020   | Sale Sharks – Saracens     | 24-17 |
| 9-9-2020   | Bath – Worcester           | 40-15 |
| 9-9-2020   | London Irish – Harlequins  | 15-38 |
|            |                            |       |
|            | 22ª giornata               |       |
| 4-10-2020  | Gloucester – Northampton   | 20-0  |
| 4-10-2020  | Leicester – Harlequins     | 26-32 |
| 4-10-2020  | London Irish – Bristol     | 7-36  |
| 4-10-2020  | Saracens – Bath            | 17-17 |
| 4-10-2020  | Wasps – Exeter             | 46-5  |
| 7-10-2020  | Sale Sharks – Worcester    | 0-20  |

|            | 2ª giornata                |       |
| ---------- | -------------------------- | ----- |
| 25-10-2019 | Bath – Exeter              | 13-10 |
| 26-10-2019 | Northampton – Worcester    | 35-16 |
| 26-10-2019 | Gloucester – Wasps         | 25-9  |
| 26-10-2019 | Harlequins – Bristol       | 22-17 |
| 26-10-2019 | London Irish – Sale Sharks | 7-41  |
| 27-10-2019 | Leicester – Saracens       | 10-24 |
|            |                            |       |
|            | 5ª giornata                |       |
| 29-11-2019 | Bath – Saracens            | 12-25 |
| 30-11-2019 | Exeter – Wasps             | 38-3  |
| 30-11-2019 | Northampton – Leicester    | 36-13 |
| 30-11-2019 | Worcester – Sale Sharks    | 20-13 |
| 1-12-2019  | Bristol – London Irish     | 27-27 |
| 1-12-2019  | Harlequins – Gloucester    | 23-19 |
|            |                            |       |
|            | 8ª giornata                |       |
| 3-1-2020   | Sale Sharks – Harlequins   | 48-10 |
| 4-1-2020   | Leicester – Bristol        | 31-18 |
| 4-1-2020   | Gloucester – Bath          | 29-15 |
| 4-1-2020   | Saracens – Worcester       | 62-5  |
| 5-1-2020   | London Irish – Exeter      | 28-45 |
| 5-1-2020   | Wasps – Northampton        | 31-35 |
|            |                            |       |
|            | 11ª giornata               |       |
| 21-2-2020  | Sale Sharks – Leicester    | 36-3  |
| 21-2-2020  | Wasps – Saracens           | 60-10 |
| 22-2-2020  | Bath – Harlequins          | 19-12 |
| 22-2-2020  | London Irish – Gloucester  | 24-20 |
| 23-2-2020  | Bristol – Worcester        | 13-10 |
| 23-2-2020  | Exeter – Northampton       | 57-7  |
|            |                            |       |
|            | 14ª giornata               |       |
| 14-8-2020  | Harlequins – Sale Sharks   | 16-10 |
| 15-8-2020  | Worcester – Gloucester     | 15-44 |
| 15-8-2020  | Exeter – Leicester         | 26-13 |
| 15-8-2020  | Bath – London Irish        | 34-17 |
| 15-8-2020  | Bristol – Saracens         | 16-12 |
| 16-8-2020  | Northampton – Wasps        | 21-34 |
|            |                            |       |
|            | 17ª giornata               |       |
| 29-8-2020  | Sale Sharks – Bristol      | 40-7  |
| 30-8-2020  | Harlequins – Northampton   | 30-17 |
| 30-8-2020  | Exeter – Worcester         | 59-7  |
| 30-8-2020  | Gloucester – Leicester     | 46-30 |
| 31-8-2020  | London Irish – Saracens    | 12-40 |
| 31-8-2020  | Bath – Wasps               | 23-27 |
|            |                            |       |
|            | 20ª giornata               |       |
| 13-9-2020  | Wasps – Bristol            | 59-35 |
| 13-9-2020  | Leicester – Northampton    | 28-24 |
| 13-9-2020  | London Irish – Worcester   | 25-40 |
| 13-9-2020  | Sale Sharks – Bath         | 22-37 |
| 13-9-2020  | Saracens – Exeter          | 40-17 |
| 14-9-2020  | Gloucester – Harlequins    | 15-28 |

|            | 3ª giornata                |       |
| ---------- | -------------------------- | ----- |
| 1-11-2019  | Bristol – Sale Sharks      | 16-10 |
| 1-11-2019  | Northampton – Harlequins   | 40-22 |
| 2-11-2019  | Leicester – Gloucester     | 16-13 |
| 2-11-2019  | Saracens – London Irish    | 16-13 |
| 2-11-2019  | Wasps – Bath               | 30-22 |
| 3-11-2019  | Worcester – Exeter         | 20-24 |
|            |                            |       |
|            | 6ª giornata                |       |
| 20-12-2019 | Gloucester – Worcester     | 36-3  |
| 21-12-2019 | Leicester – Exeter         | 22-31 |
| 21-12-2019 | Sale Sharks – Northampton  | 22-10 |
| 21-12-2019 | Saracens – Bristol         | 47-13 |
| 21-12-2019 | Wasps – Harlequins         | 22-28 |
| 22-12-2019 | London Irish – Bath        | 10-38 |
|            |                            |       |
|            | 9ª giornata                |       |
| 24-1-2020  | Northampton – London Irish | 16-20 |
| 25-1-2020  | Bath – Leicester           | 13-10 |
| 25-1-2020  | Bristol – Gloucester       | 34-16 |
| 25-1-2020  | Exeter – Sale Sharks       | 19-22 |
| 25-1-2020  | Worcester – Wasps          | 26-30 |
| 26-1-2020  | Harlequins – Saracens      | 41-14 |
|            |                            |       |
|            | 12ª giornata               |       |
| 28-2-2020  | Gloucester – Sale Sharks   | 17-23 |
| 29-2-2020  | Harlequins – Exeter        | 34-30 |
| 29-2-2020  | Leicester – Worcester      | 14-8  |
| 29-2-2020  | Northampton – Saracens     | 21-27 |
| 1-3-2020   | London Irish – Wasps       | 26-36 |
| 1-3-2020   | Bath – Bristol             | 13-19 |
|            |                            |       |
|            | 15ª giornata               |       |
| 21-8-2020  | Sale Sharks – Exeter       | 22-32 |
| 21-8-2020  | Gloucester – Bristol       | 24-33 |
| 21-8-2020  | Wasps – Worcester          | 32-17 |
| 22-8-2020  | Saracens – Harlequins      | 38-24 |
| 22-8-2020  | London Irish – Northampton | 3-27  |
| 22-8-2020  | Leicester – Bath           | 16-38 |
|            |                            |       |
|            | 18ª giornata               |       |
| 4-9-2020   | Worcester – Bristol        | 13-36 |
| 4-9-2020   | Northampton – Exeter       | 19-22 |
| 5-9-2020   | Saracens – Wasps           | 18-28 |
| 5-9-2020   | Harlequins – Bath          | 27-41 |
| 5-9-2020   | Leicester – Sale           | 31-40 |
| 5-9-2020   | Gloucester – London Irish  | 36-23 |
|            |                            |       |
|            | 21ª giornata               |       |
| 22-9-2020  | Bath – Gloucester          | 31-20 |
| 28-9-2020  | Harlequins – Wasps         | 23-32 |
| 29-9-2020  | Northampton – Sale Sharks  | 14-34 |
| 30-9-2020  | Bristol – Leicester        | 40-3  |
| 30-9-2020  | Exeter – London Irish      | 19-22 |
| 30-9-2020  | Worcester – Saracens       | 40-27 |

### Classifica
| Pos | Squadra      | G  | V  | N | P  | PF  | PS  | DP   | BMP | Pt  |
| --- | ------------ | -- | -- | - | -- | --- | --- | ---- | --- | --- |
| 1   | Exeter       | 22 | 15 | 0 | 7  | 630 | 443 | +187 | 14  | 74  |
| 2   | Wasps        | 22 | 14 | 0 | 8  | 662 | 497 | +165 | 15  | 71  |
| 3   | Bristol      | 22 | 14 | 1 | 7  | 561 | 457 | +104 | 11  | 69  |
| 4   | Bath         | 22 | 14 | 1 | 7  | 520 | 457 | +63  | 9   | 67  |
| 5   | Sale Sharks  | 22 | 13 | 0 | 9  | 546 | 375 | +171 | 12  | 64  |
| 6   | Harlequins   | 22 | 10 | 1 | 11 | 517 | 560 | −43  | 9   | 51  |
| 7   | Gloucester   | 22 | 8  | 0 | 14 | 515 | 513 | +2   | 14  | 46  |
| 8   | Northampton  | 22 | 8  | 0 | 14 | 438 | 547 | −109 | 10  | 42  |
| 9   | Worcester    | 22 | 8  | 0 | 14 | 398 | 578 | −180 | 10  | 42  |
| 10  | London Irish | 22 | 6  | 1 | 15 | 386 | 633 | −247 | 8   | 34  |
| 11  | Leicester    | 22 | 6  | 1 | 15 | 374 | 609 | −235 | 3   | 29  |
| 12  | Saracens     | 22 | 13 | 1 | 8  | 583 | 461 | +122 | −92 | −38 |

## Play-off
|  | Semifinali | Semifinali | Semifinali |       |    | Finale | Finale | Finale |  |
|  |            |            |            |       |    |        |        |        |  |
|  | 1          | Exeter     | 35         |       |    |        |        |        |  |
|  | 1          | Exeter     | 35         |       |    |        |        |        |  |
|  | 4          | Bath       | 6          |       |    |        |        |        |  |
|  | 4          | Bath       | 6          |       | 1  | Exeter | 19     |        |  |
|  |            |            |            |       | 1  | Exeter | 19     |        |  |
|  |            |            | 2          | Wasps | 13 |        |        |        |  |
|  | 2          | Wasps      | 2          | Wasps | 13 | 47     |        |        |  |
|  | 2          | Wasps      |            |       |    |        |        |        |  |
|  | 3          | Bristol    | 24         |       |    |        |        |        |  |

### Semifinali
| Arbitro: | Matthew Carley (Kent) |

|                                                                 |      |                                                |
| M. Fekitoa 8’ J. Willis 34’ Robson 59’ Kibirige 63’ Minozzi 65’ | mt   | 21’ Morahan 48’ Thacker 73’ Randall 77’ Malins |
| Gopperth 8’, 34’, 59’, 63’, 65’                                 | tr   | 48’, 73’ Sheedy                                |
| Gopperth 14’, 19’, 30’, 53’                                     | c.p. |                                                |

| Arbitro: | Luke Pearce (Exeter) |

|                                                       |      |                     |
| J. Hill 16’, 62’ Cowan-Dickie 29’ Hogg 50’ Devoto 69’ | mt   |                     |
| J. Simmonds 16’, 29’, 50’, 62’, 69’                   | tr   |                     |
|                                                       | c.p. | 22’, 26’ Priestland |

### Finale
| Arbitro: | Craig Maxwell-Keys (Londra) |

| |              | |
| Slade 17’ | mt           | 29’ J. Umaga |
| J. Simmonds 17’ | tr           | 29’ Gopperth |
| J. Simmonds 35’, 40’, 65’, 80’ | c.p.         | 12’, 58’ Gopperth |
| · Hogg · Nowell · Slade · Devoto · Woodburn · J. Simmonds · 60’ Maunder · S. Simmonds · Kirsten · Ewers · 54’ J. Hill · S. Skinner · 60’ H. Williams · 60’ Cowan-Dickie · 60’ Hepburn | Formazioni   | · Minozzi 55’ · Kibirige · de Jongh 73’ · Gopperth · Bassett · J. Umaga · Robson · T. Willis 45’ · T. Young · J. Willis · W. Rowlands · Launchbury · Toomaga-Allen 65’ · T. Taylor 50’ · T. West 53’ |
| · 54’ J. Gray · 60’ Francis · 60’ Hidalgo-Clyne · 60’ Moon · 60’ Yeandle | Sostituzioni | · Gaskell 45’ · Oghre 50’ · Harris 53’ · Sopoaga 55’ · Alo 65’ · Le Bourgeois 73’ |
| Rob Baxter | Allenatori   | Lee Blackett |

## Verdetti
- Exeter campione d'Inghilterra
- Exeter, Wasps, Bristol, Bath, Sale Sharks, Harlequins, Gloucester e Northampton: qualificate all'European Rugby Champions Cup 2020-21
- Worcester, London Irish, Leicester: qualificate all'European Rugby Challenge Cup 2020-21
- Saracens: retrocessa in Championship 2019-20